# Entertainer
Entertainer  è un singolo del cantante britannico Zayn, pubblicato il 23 maggio 2018 come secondo estratto dal secondo album in studio Icarus Falls.

## Video musicale
Il videoclip è stato pubblicato il 23 maggio 2018 sul canale Vevo-YouTube del cantante.